# Tiphaine Daviot
Tiphaine Daviot est une actrice française née le 12 décembre 1985.
Elle est connue pour avoir joué dans les films Hippocrate ou L'Ascension et les séries HP, Détox ou Zone blanche.

## Biographie

### Jeunesse et formation
Tiphaine Daviot est née le 12 décembre 1985,.
Entre 2005 et 2007, elle prend des cours à l'École de théâtre Les Enfants Terribles.

### Carrière
Elle commence sa carrière d'actrice au cinéma en 2013 dans le film Eyjafjallajökull d'Alexandre Coffre aux côtés de Malik Bentalha et Dany Boon.
En 2014, elle obtient un petit rôle dans le film Hippocrate de Thomas Lilti et un plus important, celui de Cléo, dans Goal of the Dead de Benjamin Rocher,.
En 2015, elle obtient un second rôle dans la comédie Qui c'est les plus forts ? de Charlotte de Turckheim et dans le film La Vie très privée de Monsieur Sim de Michel Leclerc.
En 2017, elle joue auprès d’Ahmed Sylla dans L'Ascension de Ludovic Bernard et dans la série Zone blanche. Elle tient le rôle principal du court métrage Les Bigorneaux d'Alice Vial, qui obtient le César du meilleur court métrage l'année suivante.
En 2018, elle fait partie de la distribution du téléfilm Coup de foudre à Bora Bora et joue dans les films Girls with Balls d'Olivier Afonso, Demi-sœurs de Saphia Azzeddine et François-Régis Jeanne et Comme des rois de Xabi Molia. Cette même année, elle obtient le rôle principal (Sheila) de la série HP dont la deuxième saison est diffusée en novembre 2021.
En 2019, elle fait partie de la distribution des séries d'horreurs Marianne de Samuel Bodin, diffusée sur Netflix et Dark Stories de François Descraques.

## Filmographie

### Cinéma

#### Longs métrages
- 2013 : Eyjafjallajoküll d'Alexandre Coffre : L'amie de Cécile
- 2013 : Le Vendeur de jouets de Yuri Vasilyev
- 2014 : Hippocrate de Thomas Lilti : Jeanne
- 2014 : Goal of the Dead : première mi-temps de Benjamin Rocher : Célo
- 2014 : Goal of the Dead : seconde mi-temps de Thierry Poiraud : Cléo
- 2015 : La Vie très privée de Monsieur Sim de Michel Leclerc : Une hôtesse de l'air
- 2015 : Qui c'est les plus forts ? de Charlotte de Turckheim : La réceptionniste
- 2017 : L'Ascension de Ludovic Bernard : Sophie de Radio Nomade
- 2018 : Comme des rois de Xabi Molia : Stella
- 2018 : Demi-sœurs de Saphia Azzeddine et François-Régis Jeanne : Emmanuelle
- 2018 : Girls with Balls d'Olivier Afonso : Jeanne
- 2021 : Presque de Bernard Campan et Alexandre Jollien
- 2021 : Fragile d'Emma Benestan : Jessica
- 2023 : Jeff Panacloc : À la poursuite de Jean-Marc de Pierre-François Martin-Laval : Anne-Sophie
- 2025 : Avec ou sans enfants ? d'Elsa Blayau : Blanche

#### Courts métrages
- 2011 : Blanc de Lucas Delangle : La femme
- 2015 : James Murdock et le Retour de Xanto d'Éric Vromont
- 2017 : Les Bigorneaux d'Alice Vial : Zoé
- 2018 : Notre Dame de la ZAD de Xavier Delagnes : Camille
- 2018 : Lunaire de Raphaël Descraques : Sofia
- 2018 : Contact inconnu de Silk : Sandra Mey
- 2019 : Marilyn and I de Jérémie Loiseau : Ludivine

### Télévision

#### Séries télévisées
- 2011 : Plus belle la vie : Eloïse Barrault
- 2012 : Joséphine, ange gardien : Cynthia
- 2013 : Commissaire Magellan : Marion Galtier
- 2013 : RIS police scientifique : Claire
- 2014 : Up and Down d'Ernesto Ona : Diane
- 2015 : Lazy Company : Jessica
- 2016 : Dead Landes : Manon
- 2017 - 2019 : Zone blanche : Camille Laugier
- 2018 : HP : Sheila
- 2019 : Marianne : Aurore
- 2019 : Alphonse Président : Jessica Springer
- 2019 : Dark Stories : Audrey
- 2019 : En famille : Bonnie
- 2020 : Une belle histoire : Charlotte
- 2021 : J'ai tué mon mari : Caldera
- 2022 : Visitors : Nancy
- 2022 : Détox : Léa
- 2023 : Les Randonneuses : Morgan
- 2024 : Murder Club : Amélia Delcourt
- 2025 : Ghosts : Fantômes en héritage : Berthe
- 2026 : Belphégor, série télévisée de Jérémy Mainguy : Chloé Séverin

#### Téléfilms
- 2018 : Coup de foudre à Bora Bora de David Morley : Céleste
- 2020 : De l'autre côté de Didier Bivel : Alice
- 2021 : L'Ami qui n'existe pas de Nicolas Cuche : Eva
- 2022 : Boomerang de Christian François : Roxane
- 2024 : Meurtres à Nîmes d'Anne Péjean : Alix Madrigal
- 2025 : Comme une ombre d'Elsa Blayau : Magali Marciano

#### Web-séries
- 2017 : Machine and Machinette : Machinette
- 2017 : Yes I Do : Rachel

### Clip
- Haroun Saïfi : Bidar Esqhom

## Théâtre
- 2011 - 2013 : Comment l'esprit vient aux femmes[14]
- 2013 - 2014 : Mon histoire très romantique[15]
- 2015 : Énorme[16] : Julie
- 2017 : Folle Amanda : Sidonie

## Distinctions

### Récompenses
- 2017 : Festival Jean Carmet de Moulins : Prix du jury et prix du public du meilleur jeune espoir féminin pour Les Bigorneaux[17]
- 2019 : Festival de la fiction TV de La Rochelle : Prix jeune espoir féminin Adami pour Une belle histoire[18]
- 2024 : Festival Séries Mania : Meilleure actrice de la compétition française pour Murder Club[19],[20],[21],[22],[23],[24],[25],[26],[27]